# Eduard Hämäläinen
Eduard Hämäläinen, född den 21 januari 1969 i Karaganda i dåvarande Sovjetrepubliken Kazakstan, är en före detta friidrottare som under större delen av karriären tävlade för Sovjetunionen och Vitryssland för att sedan bli finländsk medborgare 1997. 
Hans farfar och farmor hade ursprung i Jorois i Norra Savolax, de flyttade flyttade till Ryssland innan den ryska revolutionen 1917. Under Josef Stalins regim deporterades de, likt många andra finländare, till periferin. I Hämäläinens farföräldras fall blev det stäppen i Kazakstan.
Hämäläinens genombrott kom när han 1988 blev trea vid junior-VM i tiokamp. Hans första medalj som senior kom när han blev bronsmedaljör 1993 i sjukamp vid inomhus VM. Under 1990-talet vann han tre raka silver vid VM 1993, 1995 och 1997. Han blev även silvermedaljör vid EM 1998. Hans sista mästerskap blev VM 2001 där han avbröt tävlingen. 
Personbästa 8 735 poäng nådde han 1994 när han tävlade för Vitryssland. Under slutet av karriären tävlade Hämäläinen för Finland och han innehar det nordiska rekordet i tiokamp med 8 730 poäng som han satte vid VM i Aten 1997.